# Unité permanente anticorruption
Pour les articles homonymes, voir UPAC.
L'Unité permanente anticorruption (UPAC) est un regroupement d'agences gouvernementales québécoises dirigé par un corps de police québécois spécialisée dans la lutte contre la corruption. L'organisme est institué par le gouvernement du Québec le 18 février 2011 et encadré par la Loi concernant la lutte contre la corruption.

## Description
L'UPAC est dirigée par le commissaire à la lutte à la corruption, à la tête du corps de police spécialisé du même nom, qui exerce les fonctions qui lui sont conférées par la Loi avec toute l'indépendance que celle-ci lui accorde. C'est le commissaire qui est chargé de coordonner les actions des équipes de l'UPAC en matière de prévention, de vérification et d’enquête.  
Ainsi, environ 275 personnes partagent le même objectif de lutte contre la corruption. Les équipes de l’UPAC proviennent des organisations suivantes :  
- Commissaire à la lutte contre la corruption (Commissaire); dont le Service des enquêtes est composé d'enquêteurs à son emploi et en prêt de service provenant de la Sûreté du Québec (SQ), du Service de police de la Ville de Montréal (SPVM), du Service de police de la Ville de Québec (SPVQ), du Service de police de la Ville de Saint-Jérôme et de la Régie intermunicipale de police Thérèse-de Blainville.
- Commission de la construction du Québec (CCQ);
- Régie du bâtiment du Québec (RBQ);
- Revenu Québec (RQ);

L'UPAC relève administrativement du ministère de la Sécurité publique et est soutenue sur le plan judiciaire par les procureurs du Directeur des poursuites criminelles et pénales (DPCP).

## Historique
L'UPAC est créée dans la foulée des scandales liés au domaine de la construction dévoilés à la fin des années 2000. En 2009, la télévision de Radio-Canada diffusait, à son émission d’affaires publiques « Enquête », un reportage-choc intitulé « Collusion frontale : pratiques douteuses dans l’industrie de la construction » où François Beaudry, ancien haut fonctionnaire du ministère des Transports du Québec (MTQ), dénonçait à visage découvert la collusion qui y régnait. 
S’ensuivent ainsi plusieurs initiatives gouvernementales, dont la création de l’opération Marteau en octobre 2009, la création de l’Unité anticollusion (UAC) en février 2010 et la création de l’UPAC en février 2011 par décret gouvernemental. Le modèle de l'UPAC est inspiré de celui du Department of Investigation de la ville de New York.
Le 14 février 2018, le Commissaire à la lutte contre la corruption devient un corps de police spécialisé à la suite de l'adoption de la Loi visant à accroître la compétence et l’indépendance du commissaire à la lutte contre la corruption et du Bureau des enquêtes indépendantes ainsi que le pouvoir du directeur des poursuites criminelles et pénales d’accorder certains avantages à des témoins collaborateurs.

### Liste des commissaires
- 2011 - 2018 : Robert Lafrenière
- 2018 - 2024 : Frédérick Gaudreau
- 2024 : Éric René, par intérim
- 2025-2032 : Vincent Richer